# Abraxas luteolaria
Abraxas luteolaria är en fjärilsart som beskrevs av Swinhoe 1889. Abraxas luteolaria ingår i släktet Abraxas och familjen mätare. Inga underarter finns listade i Catalogue of Life.